# كلاود فلير
كلاود فلير (بالإنجليزية: CloudFlare)‏ هي خدمة شبكة توصيل المحتوى ونظام أسماء النطاقات تقدم تحسين أداء وسرعة مواقع الويب وتوفير حماية لها.

## تاريخ
- أنشأها Matthew Prince وLee Holloway وميشيل زاتلين في 2009.[16][17] الذين كانوا سابقاً يعملون على مشروع Project Honey Pot.[16][18]
- في سبتمبر 2010 تم إطلاق كلاود فلير في مؤتمر TechCrunch Disrupt.[16][17]
- في يونيو 2011 بدأت بجذب انتباه وسائل الإعلام، بعد توفير الحماية لموقع لولزسك.[17][19]
- في يوليو 2011 أعلنت كلاود فلير عن حصولها على تمويل بقيمة 20 مليون دولار.[20][21]
- في أكتوبر 2011 وصفتها مجلة وول ستريت بأنها أكثر شبكة وشركة تكنولوجيا إنترنت إبداعية للعام 2011.[22]
- في 2012 أشار تقرير المنتدى الاقتصادي العالمي (WEF) بأنها «خوارزمية إبداعية»[23][24] وإن استخدام لولزسك لخدمتها بأنه تصويت للثقة بأسلوب كلاود فلير.[23][24]
- في يونيو 2012 قامت مجموعة UGNazi باختراق كلاود فلير بشكل جزئي نتيجة خطأ في أنظمة مصادقة غوغل مما مكنهم من الدخول بصلاحية إدارية واستخدامها في تخريب شان4.[25][26]

## المنتج
تقدم كلاود فلير خدمات مجانية ومدفوعة ولديها زبائن بما فيهم الحكومة التركية، وستراتفور وميتاليكا والعديد من الزبائن خارج الولايات المتحدة.
كلاود فلير تستخدم نسخة معدلة من خادم إنجن إكس وفي يونيو 2011 أصبحت تمتلك 12 مركز بيانات.

## أهم المميزات
تقدم كلاود فلير العديد من أنظمة الحماية المدفوعة والمجانية لأصحاب المواقع مثل الخدمات المجانية والمدفوعة للحماية من هجمات الحرمان من الخدمات.

## وصلات خارجية
- الموقع الرسمي